# Advances in Organometallic Chemistry
Advances in Organometallic Chemistry, abgekürzt Adv. Organometal. Chem.,  ist eine Buchreihe, die vom Elsevier-Verlag veröffentlicht wird. Die erste Ausgabe erschien im Jahr 1964. Derzeit erscheint sie mit einer Ausgabe im Jahr. Es werden Übersichtsartikel veröffentlicht, die sich mit metallorganischer Chemie beschäftigen.
Der Impact Factor lag im Jahr 2014 bei 7,0. Nach der Statistik des ISI Web of Knowledge wird die Buchreihe mit diesem Impact Factor in der Kategorie anorganische Chemie an zweiter Stelle von 44 Zeitschriften und in der Kategorie organische Chemie an dritter Stelle von 57 Zeitschriften geführt.